# Mathilde Méty
Mathilde Méty (21 de janeiro de 1895 - 6 de junho de 1974) foi uma política francesa. Ela foi eleita para a Assembleia Nacional em outubro de 1945 como uma do primeiro grupo de mulheres francesas no parlamento. Ela serviu na Assembleia Nacional até 1949.
Durante a Segunda Guerra Mundial, Méty esteve envolvida com a resistência francesa na área de Lyon. Após a libertação, ela foi candidata do PCF no departamento de Rhône nas eleições de outubro de 1945 para a Assembleia Nacional. Candidata em terceiro lugar na lista do PCF, foi eleita parlamentar, passando a fazer parte do primeiro grupo de mulheres da Assembleia Nacional. Depois de entrar no parlamento, ela fez parte do Comité de Família, População e Saúde Pública. Ela foi reeleita nas eleições de junho de 1946, após a qual ela tornou-se membro da Comissão de Justiça e Legislação Geral e manteve seu lugar no Comité de Família, População e Saúde Pública. Ela foi reeleita novamente nas eleições de novembro de 1946 e tornou-se membro dos comités de Reabastecimento e Comunicação. No entanto, ela renunciou à Assembleia Nacional em janeiro de 1949. Posteriormente, ela mudou-se para o sul da França, onde morava a sua filha. Ela morreu em Toulon em 1974.